# H.F. Helweg-Larsen
Hans Frederik "Fritz" Helweg-Larsen (født 26. maj 1845 i København, død 1. januar 1917 sammesteds) var en dansk overretssagfører, bror til Axel Liljefalk, Christian Helweg-Larsen og Vilhelm Helweg-Larsen og far til Albert Helweg-Larsen.
Han var søn af etatsråd, borgmester i Københavns Magistrat L.C. Larsen og hustru født Helweg. Helweg-Larsen blev student (privat dimitteret, men gik på Det von Westenske Institut) 1863, cand.jur. 1869 og overretssagfører 1873. Imens havde han været fuldmægtig hos prokurator A.P. Seidelin 1870-71 og hos overretsprokurator V. Delbanco 1871-73.
Helweg-Larsen blev Ridder af Dannebrog 1902, Dannebrogsmand 1915, var sekretær for Kong Christian IX's og Dronning Louises Jubilæumsasyl og for Sankt Peders Gæstehjem, formand for Vesterbros Asylselskab, for Ole Thorups Stiftelse, formand i direktionen for Københavns Hippodrom, for Livsforsikringsselskabet "Danebroge" og for forretningsudvalget for Borgervennen af 1788. Han sad i bestyrelsen for Kirkelig Ungdomsforening, Foreningen til Værn for enligtstillede Kvinder, var næstformand for Lindevangshjemmet og medlem af Det københavnske Kirkefond og af Udvalget for den vestindiske Kirkesag.
Han blev gift 1. maj 1873 i København med Thora Almira Riise (10. oktober 1848 på St. Thomas - 28. november 1915), datter af etatsråd, apoteker A.H. Riise og hustru født Worm. 